# Soyang-dong
Soyang-dong (koreanska: 소양동) är en stadsdel i staden Chuncheon i provinsen Gangwon i den norra delen av Sydkorea, 75 km nordost om huvudstaden Seoul. 